# 耶穌聖心主教座堂 (峴港市)

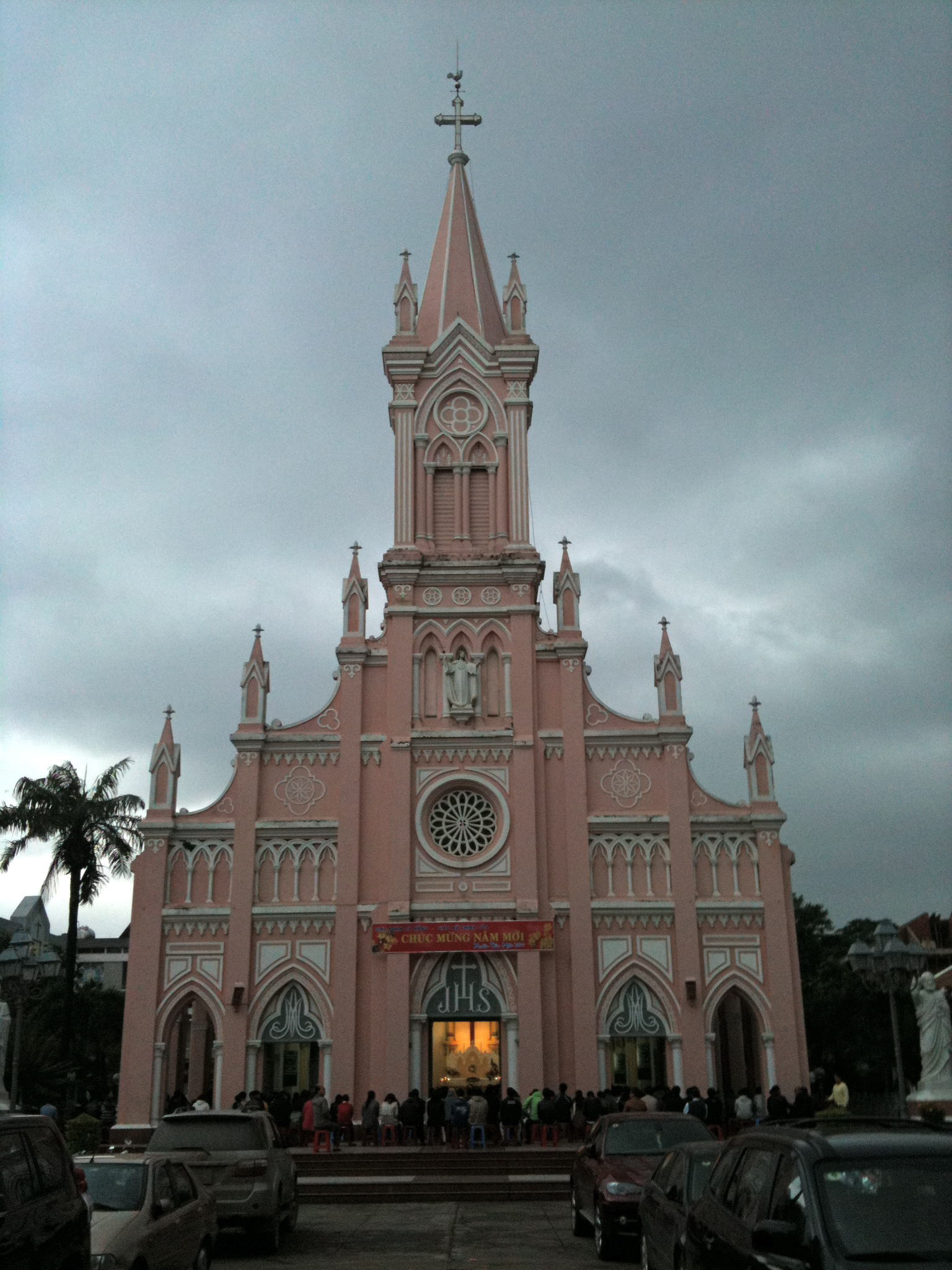
座堂立面

16°04′00″N 108°13′23″E / 16.0666845°N 108.2231498°E
峴港耶穌聖心主教座堂，俗稱雞教堂（Nhà thờ Con Gà），是天主教峴港教區的主教座堂，位於峴港市陳富街156號。
座堂於1923年2月動工、，由法國神父路易‧瓦萊（Louis Vallet）設計，1924年3月10日獻堂啟用。是法國殖民時期當地興建的唯一一座天主教堂。1963年1月8日隨峴港教區成立升格為主教座堂。
建築風格屬哥德式，上有風信雞，因而有雞教堂的稱呼。